# Indywidualne mistrzostwa świata w sidecar speedwayu
Indywidualne mistrzostwa świata w sidecar speedwayu – motocyklowe wyścigi torowe organizowane w latach 2009–2011 przez FIM. Zastąpiły rozgrywany w latach 2006–2008 (w 2005 r. finał nie odbył się) turniej o Złote Trofeum FIM. W latach 2016–2019 rozgrywany był natomiast indywidualny Puchar Świata. Wyścigi wyłaniały najlepsze załogi (kierowca i pasażer) w sidecar speedwayu. Zawodnicy ścigali się na sidecarach (motocykle z bocznym wózkiem) o pojemność 1000 cm³.

## Medaliści
| Rok                                           | Miejsce       | Złoto                            | Srebro                       | Brąz                          | Źr.           |
| --------------------------------------------- | ------------- | -------------------------------- | ---------------------------- | ----------------------------- | ------------- |
| Złote Trofeum FIM                             |               |                                  |                              |                               |               |
| 2005                                          | Werlte        | Finał nie został rozegrany.      | [ 1 ]                        |                               |               |
| 2006                                          | Ryde          | Scott Christopher Trent Koppe    | Gary Jackson Carl Blyth      | Rob Wilson Nicky Owen         | [ 2 ]         |
| 2007                                          | Wayville      | Mick Headland Paul Waters        | Gary Moon Duane Dennis       | Mark Plaisted Samuel Harrison | [ 3 ]         |
| 2008                                          | King’s Lynn   | Darrin Treloar Justin Plaisted   | Rick Howse Adam Commons      | David Bottrell Ben Pitt       | [ 4 ]         |
| Indywidualne mistrzostwa świata               |               |                                  |                              |                               |               |
| 2009                                          | La Réole      | Mick Headland Paul Waters        | Gary Moon Josh Sinnott       | Rob Wilson Terry Saunters     | [ 5 ]         |
| 2010                                          | Coventry      | Mick Headland Jesse Headland     | Gary Jackson Henry Rogers    | Richard Moore Rick McAuley    | [ 6 ]         |
| 2011                                          | Murray Bridge | Darrin Treloar Jesse Headland    | Glenn O’Brien Aaron Maynard  | Grant Bond Glenn Cox          | [ 7 ]         |
| W latach 2012–2015 mistrzostw nie rozgrywano. |               |                                  |                              |                               |               |
| Indywidualny Puchar Świata                    |               |                                  |                              |                               |               |
| 2016                                          | Gillman       | Darrin Treloar Blake Cox         | Trent Headland Daz Whetstone | Mick Headland Jesse Headland  | [ 8 ] [ 9 ]   |
| 2017                                          | Gillman       | Warren Monson Andrew Summerhayes | Darrin Treloar Blake Cox     | Andrew Buchanan Denny Cox     | [ 10 ] [ 11 ] |
| 2018                                          | Gillman       | Darrin Treloar Jesse Headland    | Mark Mitchell Tony Carter    | Andrew Buchanan Denny Cox     | [ 12 ] [ 13 ] |
| 2019                                          | Gillman       | Warren Monson Andrew Summerhayes | Mark Plaisted Ben Pitt       | Darrin Treloar Blake Cox      | [ 14 ] [ 15 ] |

## Klasyfikacja medalowa
Poniższe zestawienia obejmują medalistów z lat 2009–2011.

### Według zawodników

#### Kierowcy
Stan po sezonie 2011
| Lp. | Zawodnik       | Państwo         | Lata      | Złoto | Srebro | Brąz | Razem | Pasażerowie                           |
| --- | -------------- | --------------- | --------- | ----- | ------ | ---- | ----- | ------------------------------------- |
| 1.  | Mick Headland  | Australia       | 2009–2010 | 2     | –      | –    | 2     | P. Waters (1-0-0) J. Headland (1-0-0) |
| 2.  | Darrin Treloar | Australia       | 2011      | 1     | –      | –    | 1     | J. Headland                           |
| 3.  | Gary Moon      | Australia       | 2009      | –     | 1      | –    | 1     | J. Sinnott                            |
| 3.  | Gary Jackson   | Wielka Brytania | 2010      | –     | 1      | –    | 1     | H. Rogers                             |
| 3.  | Glenn O’Brien  | Australia       | 2011      | –     | 1      | –    | 1     | A. Maynard                            |
| 6.  | Rob Wilson     | Wielka Brytania | 2009      | –     | –      | 1    | 1     | T. Saunters                           |
| 6.  | Richard Moore  | Wielka Brytania | 2010      | –     | –      | 1    | 1     | R. McAuley                            |
| 6.  | Grant Bond     | Australia       | 2011      | –     | –      | 1    | 1     | G. Cox                                |

#### Pasażerowie
Stan po sezonie 2011
| Lp. | Zawodnik       | Państwo         | Lata      | Złoto | Srebro | Brąz | Razem | Kierowcy                               |
| --- | -------------- | --------------- | --------- | ----- | ------ | ---- | ----- | -------------------------------------- |
| 1.  | Jesse Headland | Australia       | 2010–2011 | 2     | –      | –    | 2     | M. Headland (1-0-0) D. Treloar (1-0-0) |
| 2.  | Paul Waters    | Australia       | 2009      | 1     | –      | –    | 1     | M. Headland                            |
| 3.  | Josh Sinnott   | Australia       | 2009      | –     | 1      | –    | 1     | G. Moon                                |
| 3.  | Henry Rogers   | Wielka Brytania | 2010      | –     | 1      | –    | 1     | G. Jackson                             |
| 3.  | Aaron Maynard  | Australia       | 2011      | –     | 1      | –    | 1     | G. O’Brien                             |
| 6.  | Terry Saunters | Wielka Brytania | 2009      | –     | –      | 1    | 1     | R. Wilson                              |
| 6.  | Rick McAuley   | Wielka Brytania | 2010      | –     | –      | 1    | 1     | R. Moore                               |
| 6.  | Glenn Cox      | Australia       | 2011      | –     | –      | 1    | 1     | G. Bond                                |

### Według państw

#### Kierowcy
Stan po sezonie 2011
| Lp. | Państwo         | Złoto | Srebro | Brąz | Razem |
| --- | --------------- | ----- | ------ | ---- | ----- |
| 1.  | Australia       | 3     | 2      | 1    | 6     |
| 2.  | Wielka Brytania | –     | 1      | 2    | 3     |

#### Pasażerowie
Stan po sezonie 2011
| Lp. | Państwo         | Złoto | Srebro | Brąz | Razem |
| --- | --------------- | ----- | ------ | ---- | ----- |
| 1.  | Australia       | 3     | 2      | 1    | 6     |
| 2.  | Wielka Brytania | –     | 1      | 2    | 3     |